# S/2021 J 4
S/2021 J 4 är en av Jupiters månar. Den upptäcktes år 2021 av Scott S. Sheppard. S/2021 J 4 är cirka 1 kilometer i diameter och roterar kring Jupiter på ett avstånd av cirka 22 950 000 kilometer.
S/2021 J 4 har ännu inte fått något officiellt namn.